# Tydzień Biblijny
Tydzień Biblijny – tydzień refleksji nad Biblią, obchodzony corocznie w Kościele katolickim w Polsce, rozpoczynający się zawsze w III Niedzielę wielkanocną. Jest obchodzony od 2009 z inicjatywy Dzieła Biblijnego im. Jana Pawła II i co roku przebiega pod innym hasłem.
Wśród inicjatyw związanych z Tygodniem Biblijnym w Polsce znajdują się m.in.: rekolekcje biblijne, maratony biblijne oraz przede wszystkim spotkania ze Słowem Bożym w indywidualnej modlitwie albo w gronie rodzinnym. Ten czas ma zmobilizować katolików i szczególnie zainteresować Pismem Świętym.
W roku 2012 rozpoczął się Niedzielą Biblijną 22 kwietnia, a zakończył 28 kwietnia i obchodzony był pod hasłem „Kościół domem budowanym przez miłość”. Polscy biskupi w liście pasterskim na Niedzielę Biblijną 2012 roku zachęcali wiernych do tworzenia „w parafiach kręgów biblijnych, a w diecezjach Szkół Słowa Bożego jako żywych Domów Słowa”.
Hasłami Tygodnia Biblijnego były:
- 2009: „Dla mnie żyć – to Chrystus” (Flp 1,21)[6]
- 2010: „Patrzmy na Jezusa – miłosiernego i wiarygodnego Arcykapłana”[7]
- 2011: „Mów, o Panie, Twój Kościół Cię słucha!”[8]
- 2012: „Kościół domem budowanym przez miłość”[9]
- 2013: „Panie, wierzę, że ty jesteś Mesjaszem, Synem Bożym” (por. J 11,27)[10]
- 2014: „Tak, Panie! Ja mocno wierzę, że Ty jesteś Mesjaszem, Synem Bożym, który miał przyjść na świat” (J 11,27)[11]
- 2015: „Nawracajcie się i wierzcie w Ewangelię” (Mk 1,15)[12]
- 2016: „Gdy usłyszeli Ewangelię, przyjęli chrzest w imię Pana Jezusa”[13]
- 2017: „Idźcie na cały świat i głoście Ewangelię wszelkiemu stworzeniu” (Mk 16,15)[14]
- 2018: „Weźmijcie Ducha Świętego” (J 20,22)[15]
- 2019: „Głosili ewangelię mocą Ducha Świętego” (1 P 1,12)[16]
- 2020: „Kto we Mnie wierzy, będzie spożywał Chleb życia wiecznego” (por. J 6,35-36)[17]
- 2021: „Zgromadzeni na świętej Wieczerzy”[18]
- 2022: „Posłani z darem pokoju Jezusa zmartwychwstałego”[19]
- 2023: „Wierzę w Kościół Ojca, i Syna, i Ducha Świętego”[20]
- 2024: „Powołani do wspólnoty – komunii z Bogiem i bliźnimi w Kościele”[21].